# Hemiphyllodactylus zugi
L'Hemiphyllodactylus zugi Nguyen, Lehmann, Le, Duong, Bonkowski & Ziegler, 2013 è una specie di geco che vive nel Nord del Vietnam, nella provincia di Cao Bang, in un'area vicina al confine con la Cina.

## Etimologia
Il suo nome specifico, zugi, gli è stato assegnato in onore di George Zug, erpetologo del National Museum of Natural History di Washington, D.C. che ha dato un grande contributo alla ricerca sui rettili nel Sud-est asiatico, ed in particolare alla ricerca sul genere Hemiphyllodactylus.
Il nome vernacolare in lingua inglese (Zug's slender gecko, ovvero geco snello di Zug), fa anch'esso riferimento a George Zug, ma anche alle dimensioni ridotte della specie. In lingua tedesca (Zugs Halbblattfingergecko, ovvero geco con le dita a mezza foglia di Zug) fa riferimento a Zug e alla forma delle dita tipica del genere (Halbblattfinger è la traduzione letterale di Hemiphyllodactilus).

## Descrizione
Hemiphyllodactilus zugi è un geco di piccole dimensioni: mediamente la lunghezza muso-cloaca misurata nei maschi è di 4,1 cm, mentre nelle femmine è di 4,66 cm.
Il tronco, nella parte dorsale è caratterizzato da bande di forma irregolare, trasversali, di colore marrone scuro, su fondo grigio-giallastro; sul capo è presente una indistinta striscia laterale scura; la zona superiore dei fianchi presenta una serie di grandi macchie chiare, bordate di grigio scuro sopra e sotto, mentre la zona inferiore è giallo crema.

## Biologia

### Comportamento
È una specie ancora poco studiata. Si tratta di una specie notturna, che abita foreste secondarie su terreni calcarei. Gli esemplari descritti nella letteratura scientifica sono stati ritrovati in foreste disturbate nei pressi di un'area residenziale, su una staccionata di legno, sulla corteccia degli alberi, sulle foglie vicino agli ingressi delle grotte e su un masso calcareo vicino a un sentiero forestale.

### Riproduzione
Il geco Hemiphyllodactylus zugi è una specie ovipara.

## Distribuzione e habitat
La specie è endemica di un'area della provincia di Cao Bang vicino al confine con la Cina, ad un'altitudine tra i 435 e i 600 m slm. Gli studiosi suppongono che il suo areale si estenda però anche oltre il confine cinese, nel Guangxi, e nella provincia vietnamita di Lang Song, dove si trovano foreste contigue con condizioni similari.

## Conservazione
Hemiphyllodactylus zugi è localmente comune e la popolazione sembra stabile. Sebbene questa specie sia almeno in parte tollerante al disturbo forestale, allo stato attuale delle conoscenze il suo areale è sufficientemente ristretto da poter essere soggetto almeno a minacce localizzate, a causa del disboscamento estremo delle foreste per l'agricoltura e l'estrazione mineraria. Non è stata rinvenuta in nessuna zona protetta.
I dati disponibili sono insufficienti per determinarne lo stato di conservazione.

## Tassonomia
La specie è stata descritta per la prima volta da Truong Quang Nguyen, Tanja Lehmann, Minh Duc Le, Ha Tui Duong, Michael Bonkowski e Thomas Ziegler nel 2013.